# Transatlantico

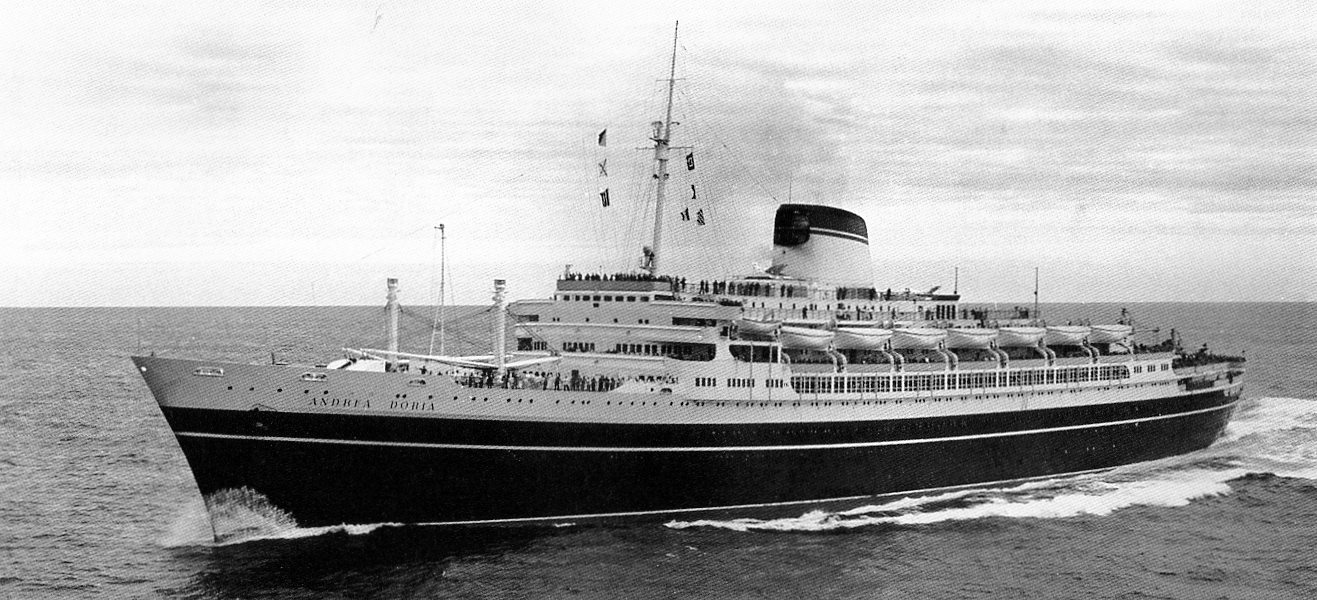
L'Andrea Doria, famoso transatlantico italiano affondato nel 1956 a seguito della collisione con il transatlantico svedese Stockholm

Con il termine transatlantico si intende in modo generico una nave specializzata nel trasporto di passeggeri su rotte che attraversano un intero oceano, in genere con regolare servizio di linea. I transatlantici possono anche trasportare merci o posta e a volte possono essere utilizzati per altri scopi (ad esempio per crociere da diporto o come navi ospedale).
Nonostante queste navi siano ormai quasi del tutto scomparse dalle rotte oceaniche, il termine è ancora in uso per indicare le navi da crociera; bisogna tuttavia ricordare che i transatlantici (anche se si sono evoluti nel tempo) sono strutturalmente molto diversi dalle moderne navi da crociera. I transatlantici, infatti, di solito hanno uno scafo di doppio spessore, una prua slanciata e un bordo alto e sono pensati per affrontare le traversate in qualsiasi condizione per tutto l'arco dell'anno, cosa che per chiari motivi non è sempre possibile a tutte le navi.

## Storia
La denominazione deriva dal fatto che la prima traversata nautica transoceanica si è compiuta proprio attraverso l'Atlantico. Le rotte tipiche dei transatlantici si svolgevano infatti fra l'Europa e l'America; intorno alla metà del XIX secolo nacquero varie compagnie di navigazione che offrivano servizi regolari da tutti i maggiori porti europei verso gli USA e verso alcuni paesi sudamericani come l'Argentina ed il Brasile. I transatlantici, nati come piroscafi, ovvero dotati di propulsione a vapore e affiancati successivamente dai motori Diesel, restarono l'unico mezzo di trasporto diretto fra il Vecchio ed il Nuovo Continente fino all'avvento dei voli di linea intercontinentali.
Fra i primi transatlantici ad offrire servizi lussuosi, fino ad allora destinati ai grandi alberghi di terraferma, vi furono quelli della britannica Cunard Line, come i "gemelli" Mauretania e Lusitania (quest'ultimo affondato nel 1915 da un sommergibile tedesco). Il successo di questo genere di navi ebbe una battuta d'arresto nel 1912, due anni prima dello scoppio della prima guerra mondiale, quando il transatlantico britannico Titanic, all'epoca il più grande e lussuoso mai costruito, naufragò durante il suo viaggio inaugurale a causa della collisione con un iceberg.
La fine del conflitto segnò una rapida ripresa dei viaggi in transatlantico; anche in Italia, nei cantieri navali Ansaldo di Sestri Ponente, vennero varati nel 1920 il Duilio e nel 1931 il Rex, citato anche nel film Amarcord; a Trieste, sempre nel 1931, fu varato il Conte di Savoia.
Le navi offrivano tipicamente tre livelli di servizio; la prima classe era destinata ai passeggeri ricchi, ai turisti e ai viaggiatori per diletto, la seconda ai viaggiatori professionali e la terza alle numerosissime persone che emigravano dall'Europa verso l'America. Gli emigranti erano spesso costretti a viaggiare in condizioni di grave disagio, stipati sottocoperta, ammessi a spazi ristretti e rigorosamente separati dal resto dell'imbarcazione e, spesso, costretti a portare con sé cibo, bevande e coperte dal luogo di partenza, data l'assenza di un servizio di ristorazione a loro riservato.
Rispetto ad una nave passeggeri tradizionale, i transatlantici venivano studiati per poter fronteggiare le condizioni marittime e climatiche particolari dell'oceano, dislocavano tonnellaggi giganteschi e, malgrado le dimensioni generali, raggiungevano velocità di crociera assai elevate per le epoche di realizzazione, con tempi di percorrenza per l'intera traversata solitamente di alcuni giorni.

In contrasto con lo squallore delle aree riservate agli emigranti, i transatlantici offrivano condizioni di estremo lusso per i viaggiatori più abbienti: è nei livelli di servizio più elevati di questi "giganti del mare" che comparvero per la prima volta elementi che oggi sono a disposizione di tutti i passeggeri su tutte le imbarcazioni in servizio su lunghe tratte, come le piscine, i campi da tennis, le verande, le orchestre, i saloni da ballo e i negozi.

La Michelangelo, ultima nave italiana a svolgere un servizio transatlantico di linea.

I periodi di entrambe le guerre mondiali videro la requisizione da parte dei paesi in conflitto della maggior parte dei transatlantici, trasformati in navi per trasporto truppe o navi ospedale. Alcuni di essi trovarono una fine anticipata a causa della guerra, ad esempio gli inglesi RMS Lusitania e RMS Carpathia, gli italiani Rex, Conte di Savoia e Conte Rosso o il tedesco Wilhelm Gustloff. Tra le due guerre e nel secondo dopoguerra l'attività civile dei transatlantici venne ripristinata, con nuove navi varate di continuo, sempre più lussuose, più accessoriate e più grandi. 
Fu all'incirca negli anni sessanta che, grazie ai progressi nell'ambito della propulsione aeronautica (che portarono a sostituire la tecnologia a pistoni con quella a getto, molto più efficiente sulle lunghe distanze), cominciò il declino delle grandi navi passeggeri oceaniche, sostituite dai più veloci aeroplani come principale mezzo di trasporto tra le due sponde dell'Atlantico.
Una delle più famose compagnie di navigazione titolare di servizi transatlantici di sempre, la britannica Cunard Line, possiede l'unico transatlantico tuttora in servizio di linea, la RMS Queen Mary 2, varata nel 2004. Esistono anche due transatlantici non più in servizio, il RMS Queen Mary e la Queen Elizabeth 2, anch'essi della Cunard: il Queen Mary fu varato nel 1934 e ritirato nel 1967 ed è oggi adibito a museo, ristorante e hotel galleggiante nel porto di Long Beach (California), il Queen Elizabeth 2 invece fu varato nel 1967 e ritirato nel 2008 e attualmente si trova ormeggiato a Dubai in attesa di una sistemazione definitiva.

## Transatlantici famosi

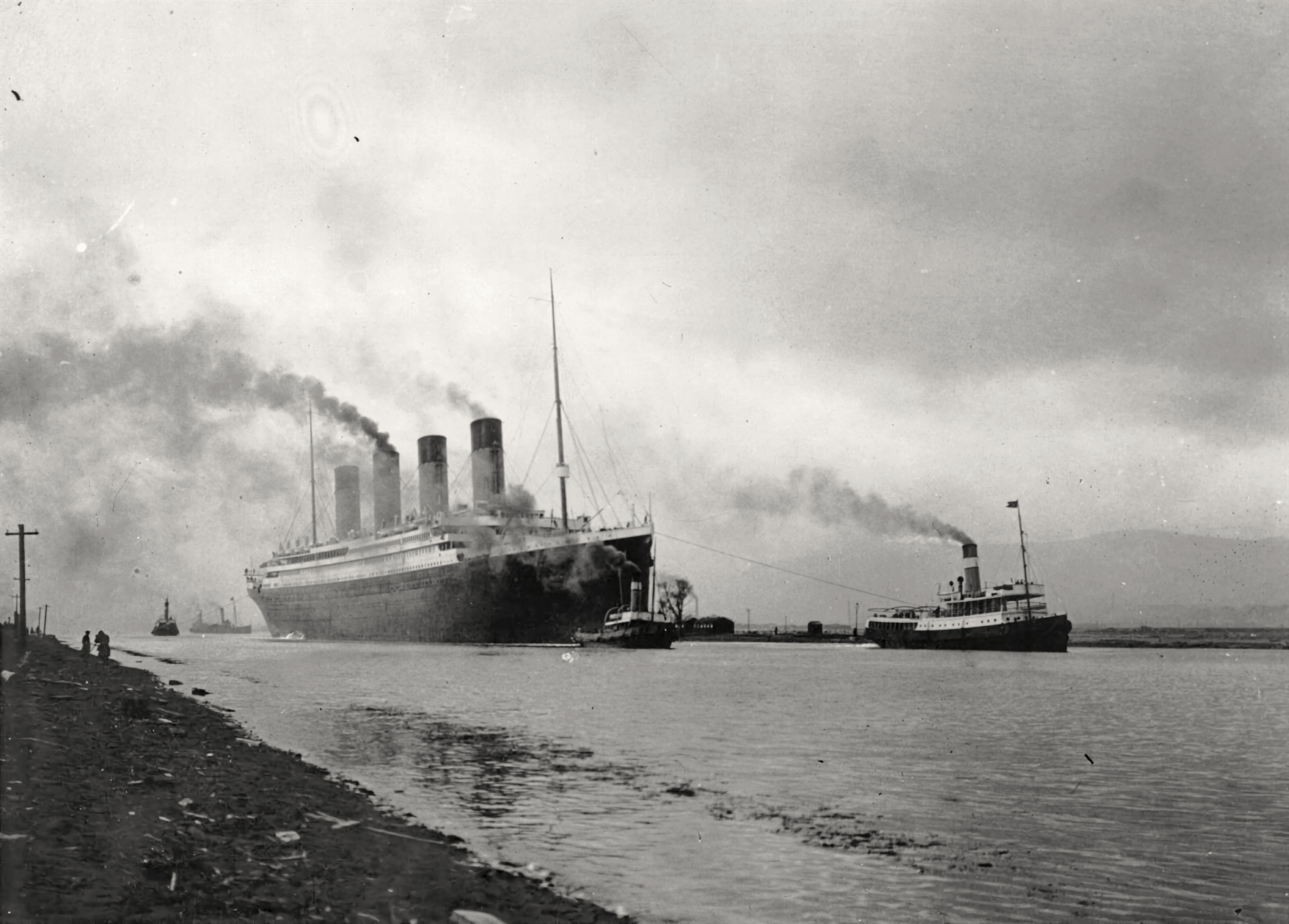
Sulla sinistra il Titanic alla prova del mare, 2 aprile 1912, otto giorni prima di salpare per il suo unico viaggio e dodici giorni prima di affondare.

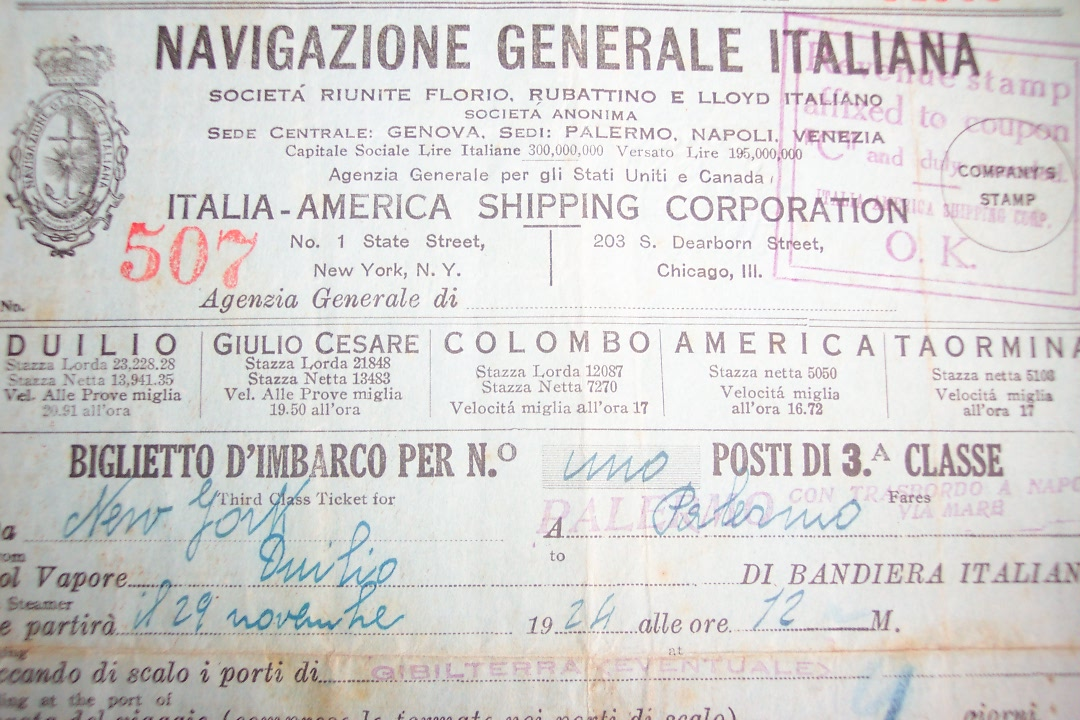
Un biglietto di viaggio di terza classe per il Duilio del 1924

- Amerique
- Andrea Doria
- Aquitania
- Augustus
- Bremen
- HMHS Britannic
- Burgundia
- RMS Carpathia
- Conte Biancamano
- Conte Rosso
- Conte Verde
- Conte di Savoia
- Cristoforo Colombo
- Duca degli Abruzzi
- Duilio
- Europa
- France
- Giulio Cesare
- Île de France
- Infanta Beatriz
- Kaiser Wilhelm der Große
- Kaiser Wilhelm II
- La Savoie
- Leonardo da Vinci
- RMS Lusitania
- RMS Mauretania
- RMS Mauretania (1938)
- Michelangelo
- Montreal
- Normandie
- RMS Olympic
- Presidente Wilson
- Principessa Jolanda
- Principessa Mafalda
- RMS Queen Elizabeth
- RMS Queen Elizabeth 2
- RMS Queen Mary
- RMS Queen Mary 2
- Raffaello
- Rex
- Sarnia
- Stockholm
- RMS Titanic
- United States
- RMS Victorian
- RMS Virginian
- Westernland
- Wilhelm Gustloff

## Galleria d'immagini

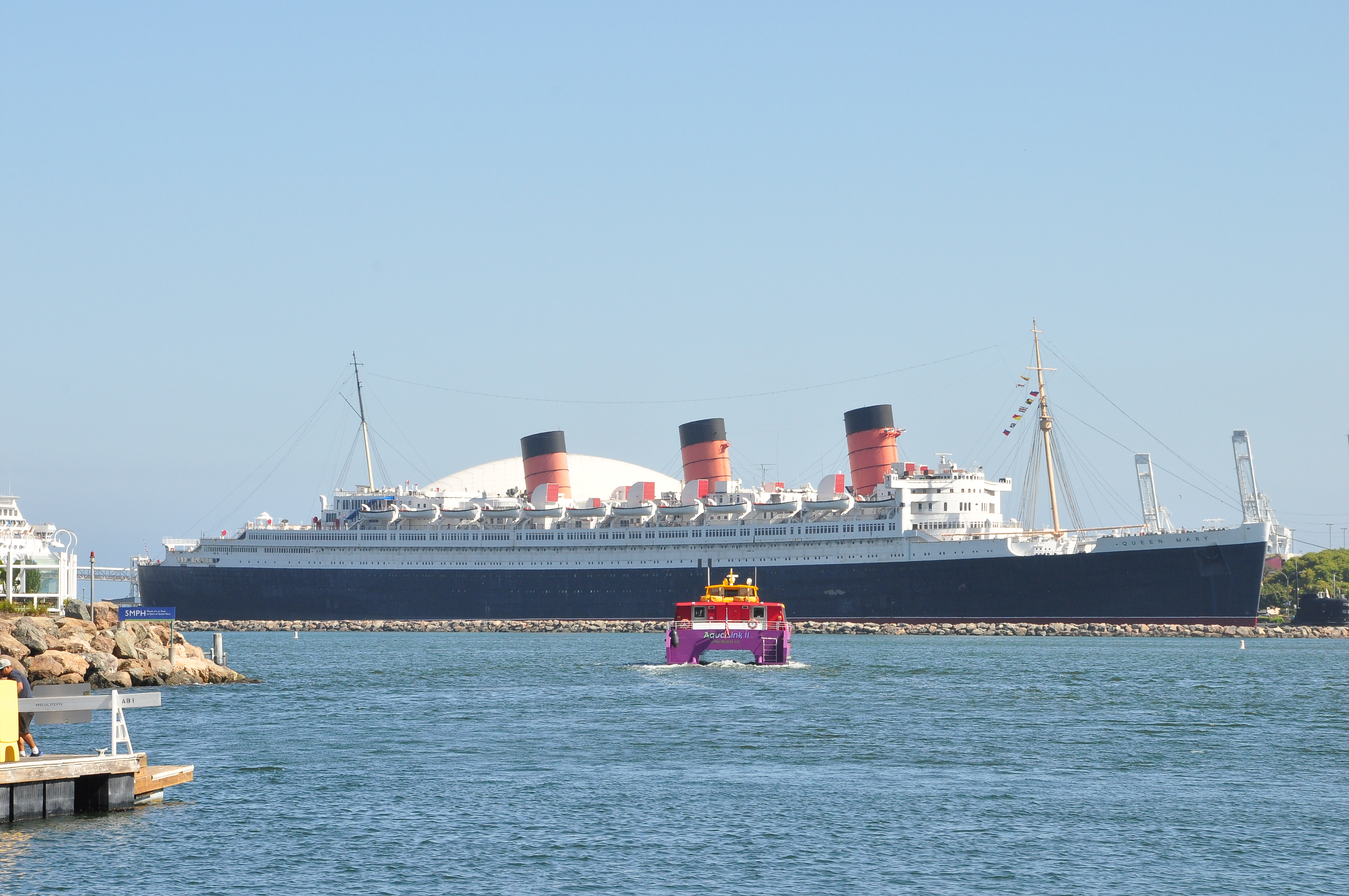
La RMS Queen Mary ormeggiata nel porto di Long Beach come hotel galleggiante, dopo essere stata in servizio per 31 anni, dal 1936 al 1967
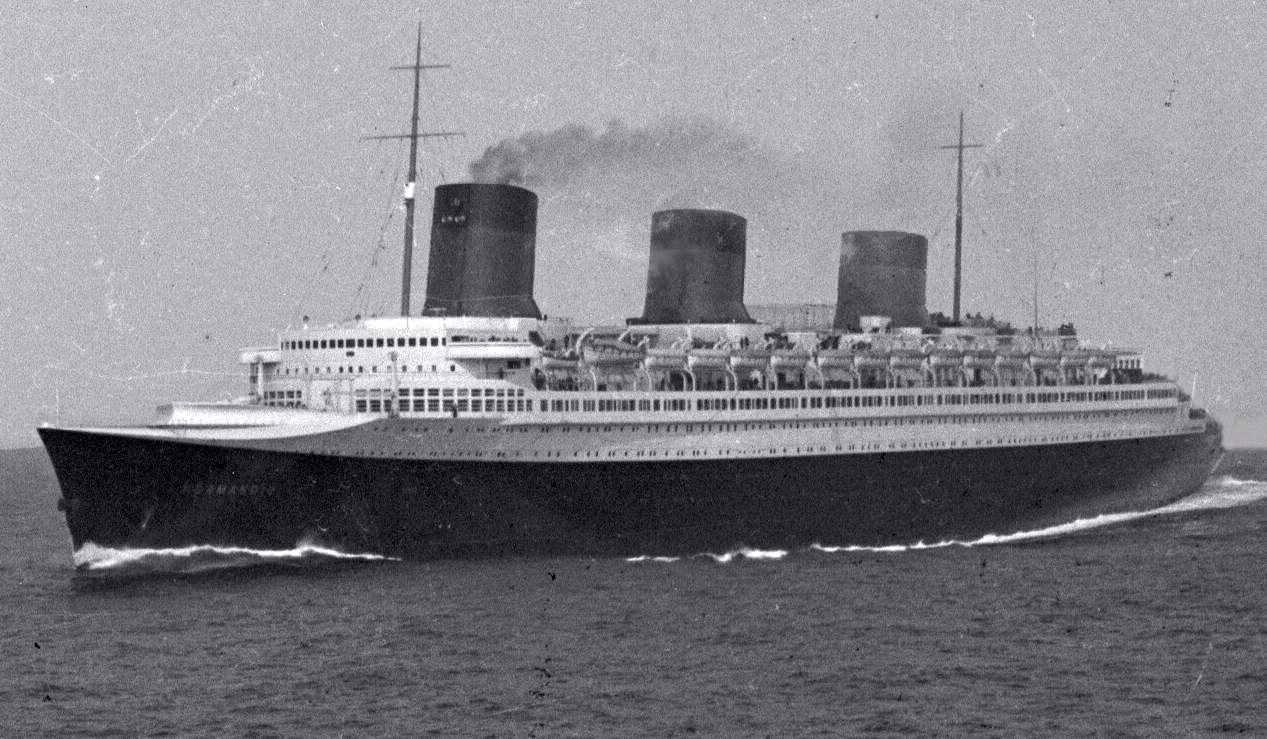
Il Normandie, celebre ed enorme transatlantico francese degli anni trenta
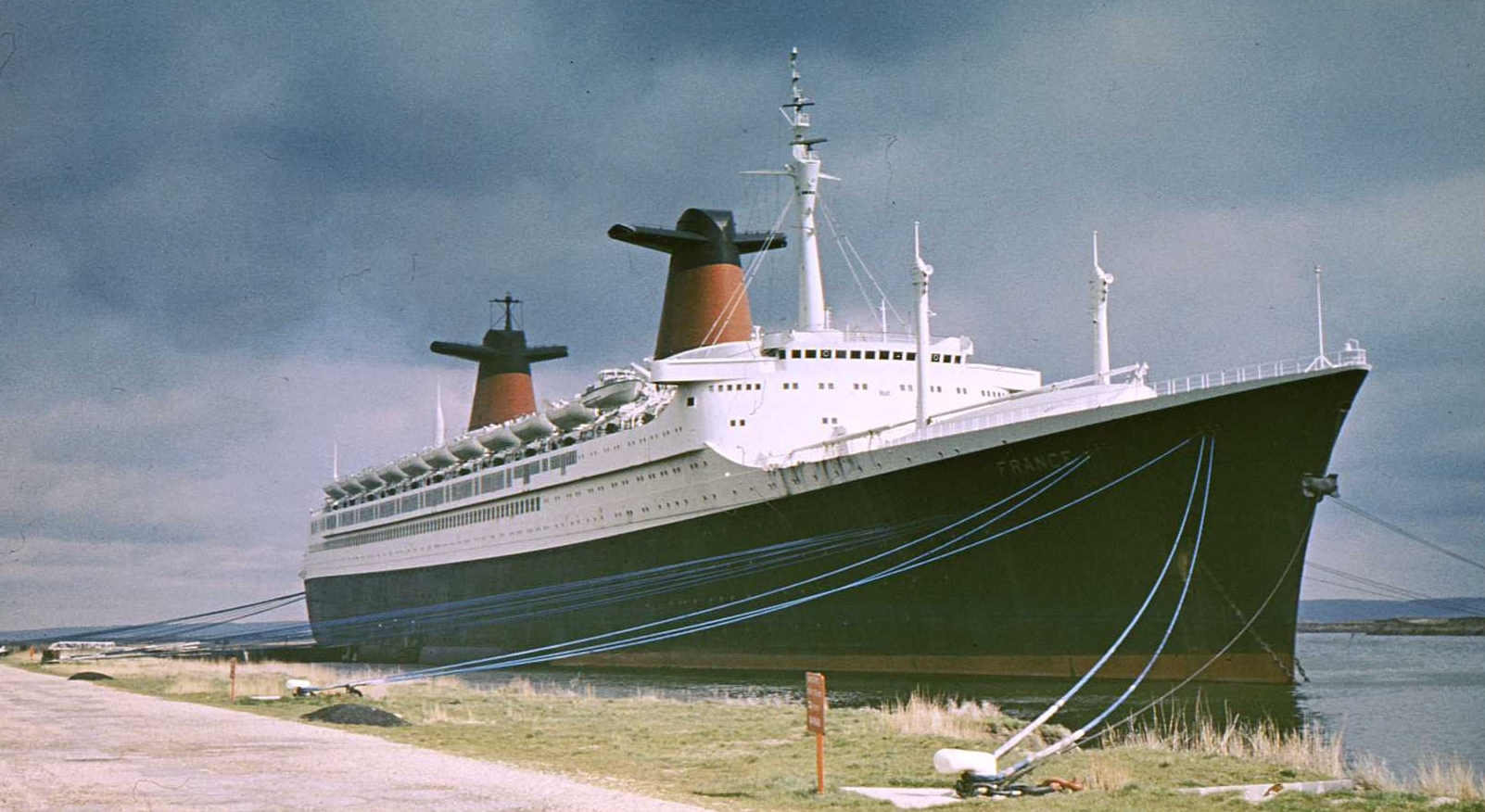
SS France attraccata al molo di Le Havre nel 1978
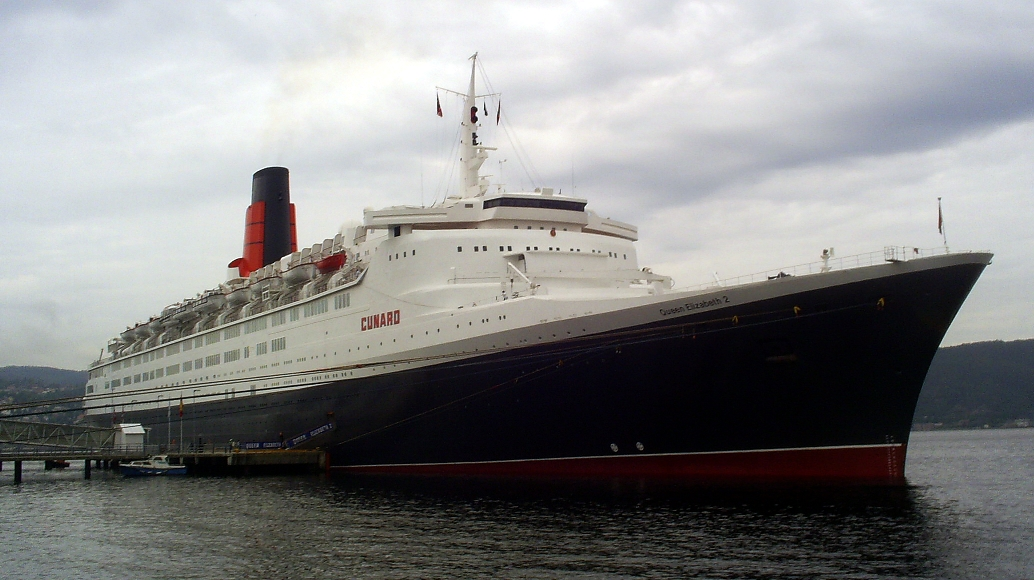
Queen Elizabeth 2
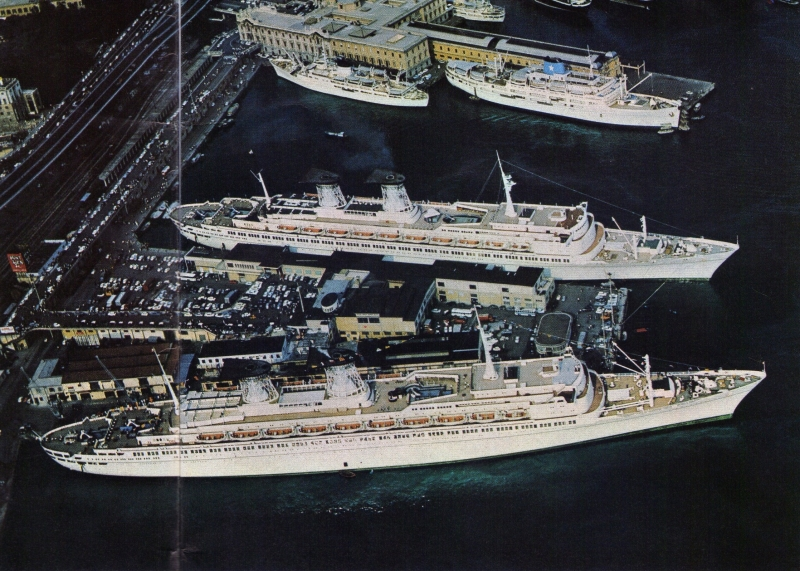
Il Raffaello e il suo gemello Michelangelo furono gli ultimi transatlantici italiani operativi per il trasporto di passeggeri tra l'Italia e l'America
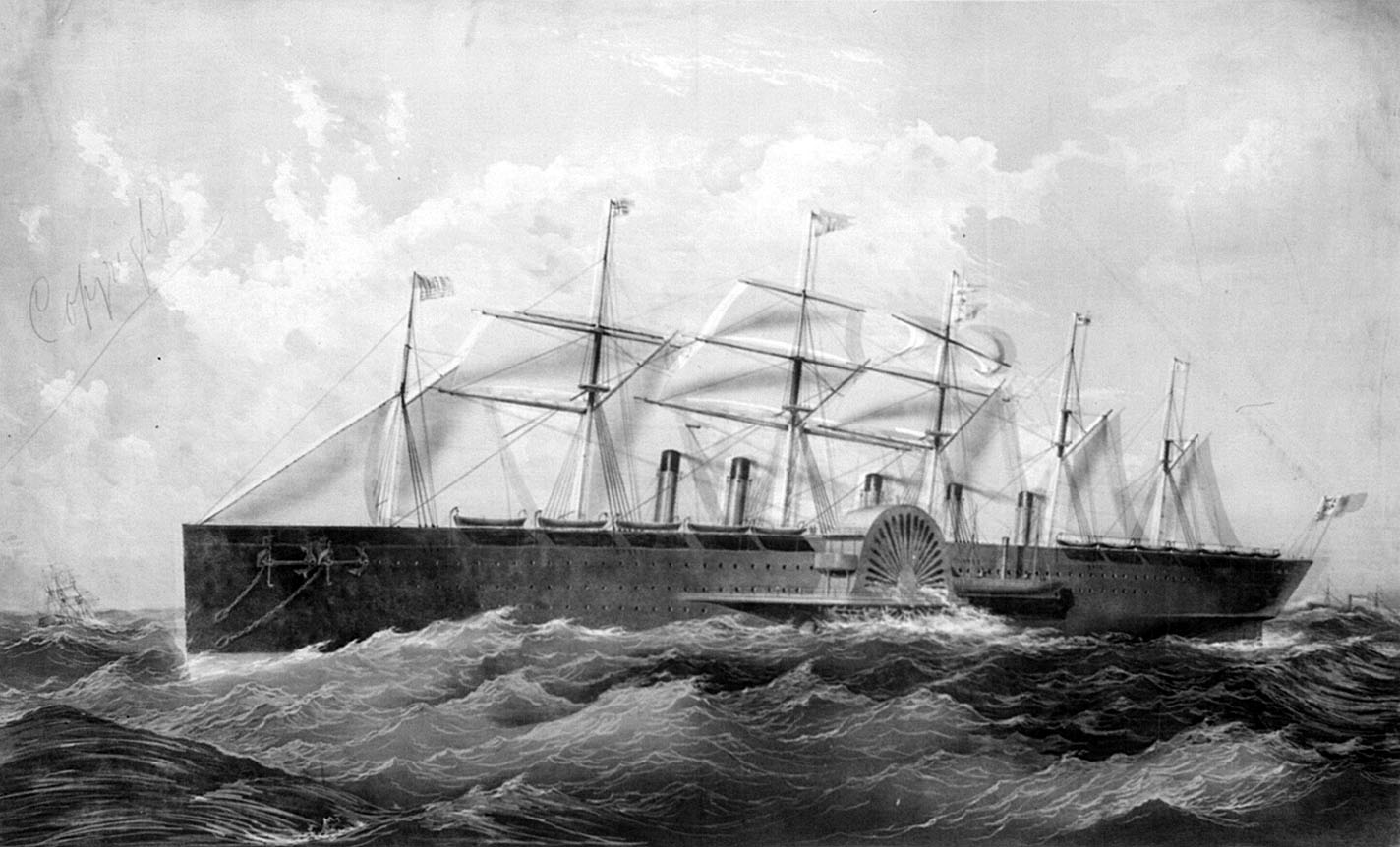
Il Great Eastern, uno dei primi piroscafi moderni in servizio nel XIX secolo e anche l'unica nave passeggeri a essere dotata di 5 fumaioli
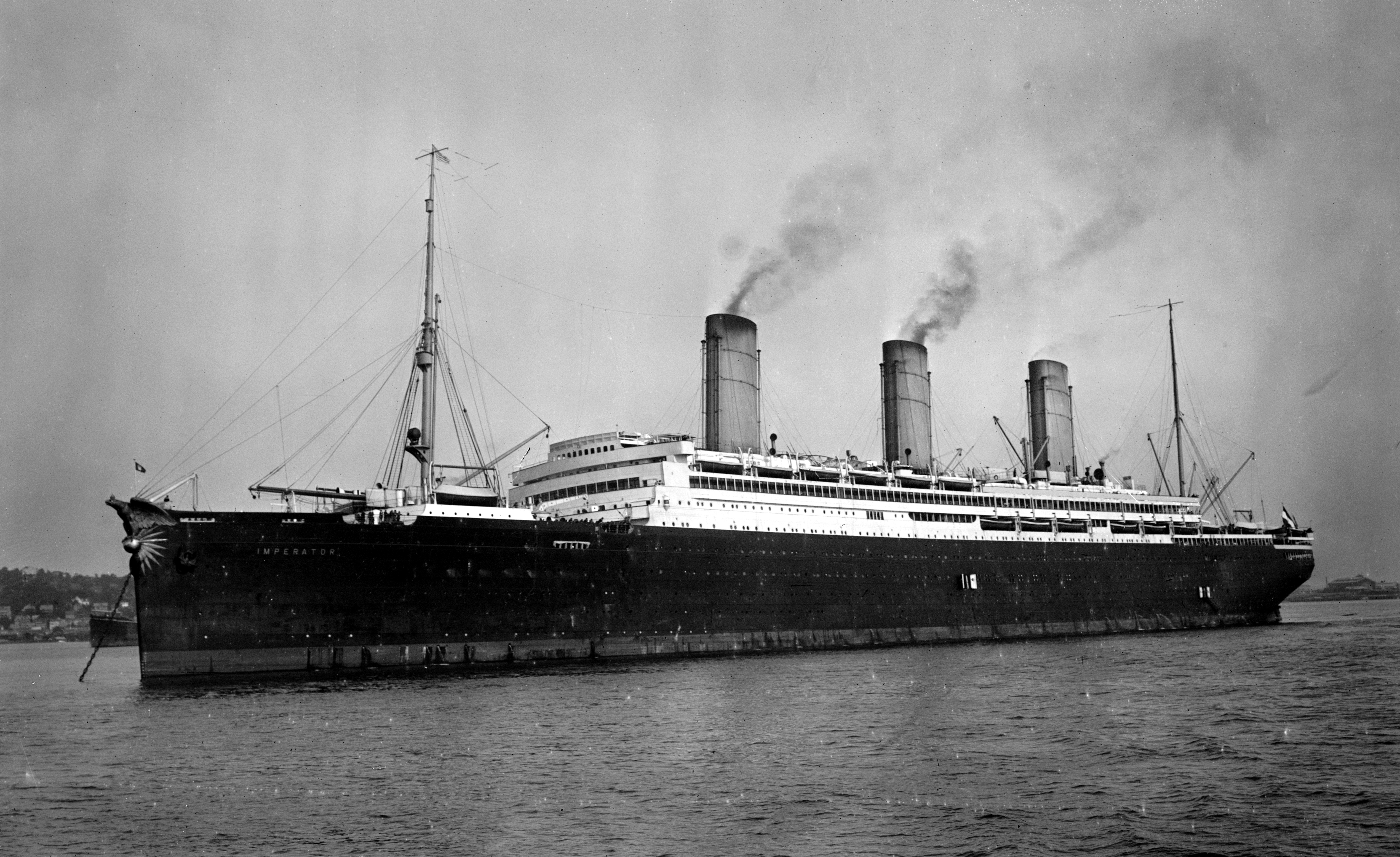
SS Imperator, transatlantico tedesco degli anni dieci, era — al momento del completamento nel 1913 — la nave passeggeri più grande del mondo.
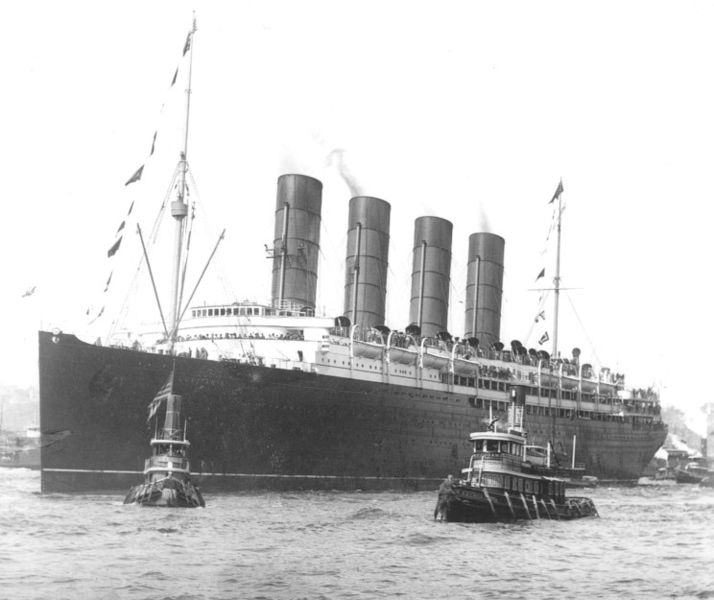
Il RMS Lusitania, transatlantico inglese tristemente noto per essere stato affondato il 7 maggio 1915, al largo delle coste irlandesi, da un siluro lanciato dal sommergibile tedesco U-20. Le vittime furono 1200